# Le Temps des changements
Le Temps des changements (titre original : A Time of Changes) est un roman de science-fiction écrit par Robert Silverberg et publié en 1971.
Le roman reçoit le prix Nebula du meilleur roman 1971.

## Résumé
Kinal Darrival est prince du royaume de Salla, sur la planête Borthan. Colonisée par les humains plusieurs siècles auparavant, Borthan garde peu de contact avec la Terre. Une tradition persiste : l'effacement de soi. Il est tabou sur Borthan de parler à la première personne du singulier, et de confier ses soucis aux autres. Ceux qui enfreignent cette loi (la « Convention ») sont mal vus, pointés du doigt comme « montreurs de soi » et considérés comme des êtres obscènes.
Kinal, en atteignant l'adolescence, est forcé de quitter le royaume de Salla lorsque son frère atteint le trône. Ses péripéties le mènent vers les royaumes voisins de Glin et de Manneran. Il y rencontre Schweiz, marchand Terrien remettant en cause la tradition de l'effacement de soi. Il entraîne Kinal dans ses réflexions, et ils font tous deux l'expérience d'une drogue venue du continent de Sumara, qui efface les frontières du soi et plongent ceux qui la prennent dans un état d'empathie profonde. 